# لورينزو ويليامز (لاعب كرة سلة مواليد 1984)
لورينزو ويليامز (بالإنجليزية: Lorenzo Williams)‏ مواليد 8 نوفمبر 1984 في كيلين، هو لاعب كرة سلة أمريكي. بدأ مسيرته الاحترافية في سنة 2008. يحمل الرقم 5. يبلغ طوله 6 قدم 2 بوصة (1.9 م).

## المسيرة الاحترافية
لعب مع غيسن فورتي سيكسرز في موسم 2009–2010، ثم لعب مع نادي فينتسبيلس لكرة السلة في موسم 2013–2014، ثم لعب مع إسبارن بريمرهافن في الدوري الألماني من سنة 2014 إلى 2016، ثم لعب مع نادي ليتكابليس لكرة السلة في سنة 2016.

## روابط خارجية
- لورينزو ويليامز على موقع الدوري الأوروبي لكرة السلة (الإنجليزية)
- لورينزو ويليامز على موقع كرة السلة الأوروبية.كوم (الإنجليزية)
- لورينزو ويليامز على موقع كلية كرة السلة في سبورتس رفرنس.كوم (الإنجليزية)
- لورينزو ويليامز على موقع ريلجم (الإنجليزية)
- لورينزو ويليامز على موقع بروبوليرز (الإنجليزية)
- لورينزو ويليامز على موقع سبورتس رفرنس (الإنجليزية)